# Tetramerium
Tetramerium is een geslacht van planten uit de acanthusfamilie (Acanthaceae). De soorten uit het geslacht komen voor op het Amerikaanse continent, van het zuiden van de Verenigde Staten tot in Bolivia.

## Soorten
- Tetramerium abditum (Brandegee) T.F.Daniel
- Tetramerium aureum Rose
- Tetramerium butterwickianum T.F.Daniel
- Tetramerium carranzae T.F.Daniel
- Tetramerium crenatum T.F.Daniel
- Tetramerium denudatum T.F.Daniel
- Tetramerium diffusum Rose
- Tetramerium emilyanum T.F.Daniel
- Tetramerium fruticosum Brandegee
- Tetramerium glandulosum Oerst.
- Tetramerium glutinosum Lindau ex Loes.
- Tetramerium guerrerense T.F.Daniel
- Tetramerium langlassei Hopp
- Tetramerium mcvaughii T.F.Daniel
- Tetramerium nemorum Brandegee
- Tetramerium nervosum Nees
- Tetramerium oaxacanum T.F.Daniel
- Tetramerium obovatum T.F.Daniel
- Tetramerium ochoterenae (Miranda) T.F.Daniel
- Tetramerium peruvianum (Lindau) T.F.Daniel
- Tetramerium rubrum Hopp
- Tetramerium rzedowskii T.F.Daniel
- Tetramerium sagasteguianum T.F.Daniel
- Tetramerium surcubambense T.F.Daniel
- Tetramerium tenuissimum Rose
- Tetramerium tetramerioides (Lindau) T.F.Daniel
- Tetramerium vargasiae T.F.Daniel & Cruz Durán
- Tetramerium wasshausenii T.F.Daniel
- Tetramerium yaquianum T.F.Daniel
- Tetramerium zeta T.F.Daniel

... · 
Acanthopsis · 
Acanthus · 
Achyrocalyx · 
Afrofittonia · 
Ambongia · 
Ancistranthus · 
Andrographis · 
Angkalanthus · 
Anisacanthus · 
Anisosepalum · 
Anisotes · 
Anomacanthus · 
Aphanosperma · 
Aphelandra · 
Ascotheca · 
Asystasia · 
Avicennia · 
Ballochia · 
Barleria · 
Barleriola · 
Blepharis · 
Borneacanthus · 
Boutonia · 
Brachystephanus · 
Bravaisia · 
Brillantaisia · 
Brunoniella · 
Calacanthus · 
Calycacanthus · 
Camarotea · 
Carlowrightia · 
Celerina · 
Cephalacanthus · 
Chalarothyrsus · 
Chamaeranthemum · 
Chileranthemum · 
Chlamydacanthus · 
Chlamydocardia · 
Chorisochora · 
Chroesthes · 
Clinacanthus · 
Clistax · 
Codonacanthus · 
Conocalyx · 
Cosmianthemum · 
Crabbea · 
Crossandra · 
Crossandrella · 
Cyclacanthus · 
Cynarospermum · 
Cyphacanthus · 
Danguya · 
Dasytropis · 
Dichazothece · 
Dicladanthera · 
Dicliptera · 
Dischistocalyx · 
Duosperma · 
Dyschoriste · 
Ecbolium · 
Echinacanthus · 
Elytraria · 
Encephalosphaera · 
Eranthemum · 
Eremomastax · 
Filetia · 
Fittonia · 
Forcipella · 
Glossochilus · 
Graphandra · 
Graptophyllum · 
Gymnostachyum · 
Gypsacanthus · 
Hansteinia · 
Haplanthodes · 
Harpochilus · 
Hemigraphis · 
Henrya · 
Herpetacanthus · 
Heteradelphia · 
Holographis · 
Hoverdenia · 
Hulemacanthus · 
Hygrophila · 
Hypoestes · 
Ichthyostoma · 
Isoglossa · 
Isotheca · 
Jadunia · 
Justicia · 
Kalbreyeriella · 
Kosmosiphon · 
Kudoacanthus · 
Lankesteria · 
Leandriella · 
Lepidagathis · 
Megalochlamys ·
Ruellia · 
Strobilanthes · 
Thunbergia · 
...